# Parti communiste du Salvador
Le Parti communiste du Salvador (en espagnol : Partido Comunista de El Salvador, abrégé en PCS) était le parti politique communiste officiel du Salvador. Le parti communiste a été fondé par Miguel Mármol dans les années trente. Au milieu des années 1960, le département d'État américain estimait à environ 200 le nombre de membres du parti. En 1980, il s'est associé à quatre autres partis de gauche du pays - le FPL, le RN, le PRTC et l'ERP - pour former un front politico-militaire révolutionnaire appelé Front Farabundo Martí de libération nationale. 
Le FMLN mène une guerre de guérilla contre le gouvernement salvadorien, qui était une dictature militaire depuis 1931. Les communistes sont fortement réprimés, notamment pendant les massacres de 1932. 
Le Parti communiste du Salvador et les quatre autres partis ont continué d'exister en tant qu'organisations séparées sous l'égide du FMLN tout au long de la guerre civile du Salvador, de 1980 à 1992. 
Lorsque la guerre civile salvadorienne a pris fin en 1992, le FMLN est devenu un parti politique légal et a commencé à participer aux élections. Après les élections de 1994, le Parti communiste et les quatre autres partis qui constituaient le FMLN se sont dissous en tant qu'organisations distinctes, pour former un FMLN unique sans organisations internes concurrentes 
À ce moment-là, le Parti communiste d'El Salvador a cessé d'exister en tant qu'entité indépendante, bien qu'un grand nombre de ses dirigeants et de ses membres soient toujours visibles dans le FMLN. Par exemple, Schafik Handal, ancien dirigeant du Parti communiste, était le candidat à la présidence du FMLN aux élections de 2004. 
Au cours de la guerre civile salvadorienne de 1980 à 1992, Schafik Handal était le chef du parti communiste. Avant lui, Cayetano Carpio était le chef du parti dans les années 1960, avant de quitter le PC pour former le FPL, et entrer dans la lutte armée contre la dictature en 1970. 
Le 27 mars 2005, un groupe de communistes salvadoriens a formé un nouveau Parti communiste, dans la lignée du vieux parti qui s'est dissous dans le FMLN.  